# Botrytis allii
Botrytis allii Munn – gatunek grzybów z rodziny twardnicowatych (Sclerotiniaceae). Gatunek rozprzestrzeniony na całym świecie. Pasożyt i saprotrof. Wśród roślin uprawnych poraża cebulę, czosnek i pora, wraz z innymi patogenami wywołując u nich chorobę o nazwie zgnilizna szyjki cebuli.

## Systematyka i nazewnictwo
Pozycja w klasyfikacji według Index Fungorum: Botrytis, Sclerotiniaceae, Helotiales, Leotiomycetidae, Leotiomycetes, Pezizomycotina, Ascomycota, Fungi.
Po raz pierwszy opisał go w 1917 r. Mancel Thornton Munn.

## Morfologia
Grzyb mikroskopijny, znany wyłącznie w postaci bezpłciowej anamorfy. Rozwija się w tkankach porażonych roślin i na ich obumarłych resztkach. Jego teleomorfa jest nieznana, ale u innych gatunków z rodzaju Botrytis należy ona do rodzaju Botryotinia.
Może być hodowany na sztucznych podłożach. Tworzy na nich szare lub szaro-brązowe kolonie. W warunkach naturalnych dość często tworzy sklerocja o średnicy 5 mm, na sztucznych podłożach rzadko. Konidiofory liczne, o długości do 1 mm. Konidia wąskoeliptyczne, czasami gruszkowate, wyraźnie węższe, niż u pokrewnych gatunków. Mają rozmiar (5–)7–11(–10) × (3–)5–6 (–8) μm.
Przez długi czas za jego synonim uważany był Botrytis aclada. Przyczyną były trudności z rozróżnieniem tych gatunków na podstawie cech morfologicznych. W 1950 r. jednak Owen i współpracownicy metodami biologii molekularnej wykazali, że są to odrębne gatunki.
Trzy z 7 gatunków wywołujących zgniliznę szyjki cebuli, a mianowicie Botrytis allii, Botrytis aclada i Ciborinia allii są morfologicznie trudne do odróżnienia. Wyniki badań metodami biologii molekularnej pozwoliły wyjaśnić relacje między nimi. Porównanie sekwencji DNA wykazało, że Botrytis allii jest mieszańcem B. aclada i C. allii, i posiada allele genów od każdego z nich. B. aclada i C. allii mają po 16 chromosomów, podczas gdy B. alli ma ich 32.